# عزلة بني حفيظ والمكارمة (حجة)
عزلة بني حفيظ والمكارمة هي إحدى عزل مديرية افلح الشام في محافظة حجة اليمنية ويبلغ تعداد سكانها 12458 نسمة حسب التعداد السكاني في اليمن لعام 2004.

## روابط خارجية
- الجهاز المركزي للإحصاء بالجمهورية اليمنية
- المركز الوطني للمعلومات باليمن نسخة محفوظة 10 أبريل 2015 على موقع واي باك مشين.
- World Gazetteer:Yemen
- الدليل الشامل